# Делгати, Малик
Малик Делгати (англ. Malik Delgaty, родился 29 сентября 2000 года, Монреаль, Квебек, Канада) — канадский гей-порноактёр и модель.

## Биография
До прихода в порноинсдустрию, с 18 лет работал в стриптизклубе, в том же, в котором выступал его отец.
У Малика есть брат Кларк,  тоже порноактёр.

## Личная жизнь
Хоть актёр и снимается исключительно в гей-порно, по его собственным словам, он является гетеросексуалом.

## Премии и номинации
| Год  | Премия      | Номинация                  | Номинант / Работа                            | Результат |
| ---- | ----------- | -------------------------- | -------------------------------------------- | --------- |
| 2023 | GayVn Award | Лучшая бисексуальная сцена | CineCum (совместно с Данте Колл и Хэйли Рид) | Победа    |